# IBM System p
System p — линейка серверов и рабочих станций компании IBM, ранее была известна как RS/6000. В апреле 2008 года компания IBM заявила о слиянии платформ System p и System i. Объединенный продукт носит название IBM Power Systems.

## История
Оригинальная линейка серверов и рабочих станций называлась RS/6000. В 2000 году линейка серверов была переименована в eServer pSeries, как часть нового бренда eServer. С появлением процессора POWER5 в 2004 году семейство серверов начало носить название eServer p5. Из-за всеобщего переименования серверов и систем хранения данных в System, произошло очередное изменение названия семейства — System p5 в 2005 году. С началом поставок процессоров POWER6 новые модели начали называться System p.

## Процессоры
Начиная с серверов семейства RS/6000 используются процессоры POWER.
Современные System p системы используют процессоры POWER6.

## Особенности
Все IBM System p5 и IBM eServer p5 поддерживают технологии DLPAR (Dynamic Logical Partitioning), Virtual I/O и Micro-partitioning.
System p используется совместно с операционной системой AIX, а с недавнего времени и с 64-разрядными версиями Linux.

## Модельный ряд

### System p
- IBM System p5 505
- IBM System p5 505Q
- IBM System p5 510
- IBM System p5 510Q
- IBM System p 520 Express (POWER6)
- IBM System p 550 Express (POWER6)
- IBM System p 560 Express (POWER6)
- IBM System p 570 (POWER6)
- IBM System p 575 (POWER6)
- IBM System p5 595
- IBM System p 595 (POWER6)

### BladeCenter
- IBM BladeCenter JS12 (POWER6)
- IBM BladeCenter JS22 (POWER6)

## Модели, снятые с производства

### pSeries
- IBM eServer pSeries 610
- IBM eServer pSeries 615
- IBM eServer pSeries 620
- IBM eServer pSeries 630
- IBM eServer pSeries 640
- IBM eServer pSeries 650
- IBM eServer pSeries 655
- IBM eServer pSeries 660
- IBM eServer pSeries 670
- IBM eServer pSeries 680
- IBM eServer pSeries 690

### System p
- IBM System p5 520
- IBM System p5 520Q
- IBM System p5 550
- IBM System p5 550 Express(1.9G, 2.1G)
- IBM System p5 550Q
- IBM System p5 550Q Express (4-8 POWER5+ CPUs) (Model 9133-55A)
- IBM System p5 560Q
- IBM System p5 570
- IBM System p5 575
- IBM System p5 590

### OpenPower
- IBM eServer OpenPower 710
- IBM eServer OpenPower 720

### IntelliStation POWER
- IBM IntelliStation POWER 265
- IBM IntelliStation POWER 275
- IBM IntelliStation POWER 185 (PowerPC 970)
- IBM IntelliStation POWER 285

### BladeCenter
- IBM BladeCenter JS20 (PowerPC 970)
- IBM BladeCenter JS21 (PowerPC 970)